# میگل آنخل آستوریاس
میگل آنخل آستوریاس (به اسپانیایی: Miguel Ángel Asturias) ‏ شاعر و نویسنده گواتمالائی بود. وی به عنوان یکی از بزرگترین نویسندگان آمریکای جنوبی شناخته می‌شود.

## زندگی
میگل آنخل آستوریاس در ۱۸۹۹ در گواتمالاسیتی در خانوادهای بازرگان زاده شد. تحصیلات دانشگاه را در رشته حقوق انجام داد و به دریافت درجه دکترا نائل آمد. در ۱۹۲۴ به لندن و سپس به پاریس سفر کرد و در دانشگاه سوربن در رشته نژادشناسی به تحصیل ادامه داد و در ادیان قدیم آمریکای مرکزی تخصص یافت.

## آثار

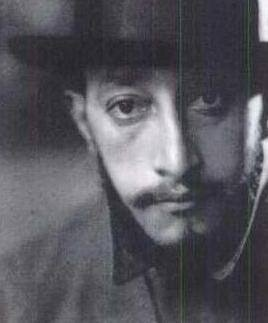
در ۱۹۲۵

در ۱۹۳۰ در شهر مادرید کتاب افسانه‌های گواتمالا را انتشار داد و وطن خود را در خلال افسانه‌های کودکی به مردم شناساند. کتاب به محض انتشار یکی از آثار بدیع ادبیات جوان آمریکای لاتین به‌شمار آمد و پل والری بر آن مقدمه نوشت. پس از آن در ۱۹۴۴ کتاب آقای رئیس‌جمهور را نوشت که شاهکار وی به‌شمار آمد و از انتشارش در گواتمالا جلوگیری شد. کتاب تصویری است زنده از حکومت استرادا کابررا، رئیس‌جمهوری که از ۱۸۹۸ تا ۱۹۲۰ با استبدادی بیرحمانه بر کشور گواتمالا فرمانروایی داشت. آستوریاس در این کتاب واقعیت زندگی را با سبکی شاعرانه می‌آمیزد و رفتار غیرانسانی دستگاه حکومت را با طبقه پایین اجتماع و بومیها و رذالت فرادستان و بیرحمی آنان را نسبت به ضعیفان و ستمدیدگان، و نیز آداب و سنن مردم گواتمالا را با بیانی جالب توجه و زیبا وصف می‌کند. کتاب آقای رئیس‌جمهور در۱۹۴۶ در مکزیک و سپس در آرژانتین و سرانجام در فرانسه به چاپ رسید و در ۱۹۵۲ جایزه ادبی بهترین رمان خارجی را دریافت کرد و از آن پس توجه جهانیان را به نویسنده اش معطوف داشت. داستان دیگر آستوریاس به نام مردان ذرت در ۱۹۴۹ منتشر شد. نویسنده در این داستان، افسانه‌های خیال‌انگیز کشورش را با زندگی روزمره دهقانان در تپه‌ها و کوهستانها می‌آمیزد. دهقانان که ذرت برایشان غذایی آسمانی و مقدس است، مورد غارت کسانی قرار می‌گیرند که به ذرت تنها از نظر غذایی عادی و قابل استثمار و پرسود می‌نگرند. سرانجام دهقانان برضد این مردم غارتگر شورش می‌کنند و درجنگل به وسیله جادوگران نابودشان می‌سازند. کتاب مردان ذرت سرشار از شعری شگفت‌انگیز و خارق‌العاده‌است و در عین حال وصفی صادقانه و رنگین از عادتها و اعتقادهای مردم گواتمالا، که از غنا و دلنشینی خاصی برخوردار است، آگاه می‌سازد. آستوریاس سالها سردبیری یکی از روزنامه‌های ادبی را برعهده داشت و در ۱۹۴۲ به نمایندگی مجلس شورا انتخاب شد و پس از آن ماموریت‌هایی سیاسی یافت. در این دوره مجموعه سه داستان به نام گردباد و پاپ سبز و چشمان بازمانده در گورگان را منتشر کرد که هرسه از مهمترین آثار او به‌شمار می‌آید و در آنها عصیان دهقانان در برابر محتکران وصف شده‌است. آستوریاس در ۱۹۴۶ به سمت وابسته فرهنگی در سفارت بلژیک منصوب شد، سپس با همین سمت به آرژانتین و فرانسه رفت. 
در آرژانتین داستان تعطیلات گواتمالا را در ۱۹۵۶ نوشت. در ۱۹۶۱ داستان برکه گدا و در ۱۹۶۳ داستان زنی دورگه را انتشار داد که هردو از سنن و آداب و رسوم کشورش الهام گرفته‌است. در ۱۹۶۶ سفیر کشورش در پاریس شد و جایزه صلح لنین را دریافت کرد. آستوریاس چندین دیوان نیز منتشر کرده که به سبب خیال‌انگیزی و درخشندگی و بیان خاص، آثاری بسیار شگفت‌آور به‌شمار آمده، که دوشینه درخشان بهار، از آن جمله‌است. آستوریاس در ۱۹۶۷ به دریافت جایزه نوبل ادبیات نائل آمد و در ۱۹۶۸ در پاریس نمایشگاهی از «هنر قوم مایا» ترتیب داد، در ۱۹۷۰ از سفارت کناره‌گیری کرد و در همین سال به ریاست هیئت داوران در جشنواره کان برگزیده شد. داستان جیب بر خدانشناس را در ۱۹۷۰ انتشار داد.
شیوه نگارش آستوریاس خاص خود اوست و می‌توان آن را «رئالیسم جادویی» نامید. ریشه خیال‌انگیزی در آثار آستوریاس در واقعیتهای روزانه کشورش جایگزین است. اعتقادهای آباء و اجدادی و خرافه پرستی، علاقه و ایمان به سحر و جادو از سوئی و فقر و بینوایی از سوی دیگر، در زمینه زیبایی طبیعت و سرسبزی منطقه استوایی با قلمی سحار و شاعرانه عرضه شده‌است. آخرین رمان آستوریاس پیش از مرگ به نام جمعه آلام Viernes de Dolores در ۱۹۷۲ در بوئنوس آیرس انتشار یافت.

## لیست آثار

### داستانی
- «ساختار یک زندگی جدید» (۱۹۲۸)
- «افسانه‌های گواتمالا» (۱۹۳۰)
- «افسانهٔ یک مرد معمولی»، «آواها» (۱۹۳۶)
- «آقای رئیس‌جمهور» (۱۹۴۶)
- «بسیار مرتفع» (۱۹۶۳)

### مقالات
- مسائل اجتماعی بومیها El Problema social del indio (۱۹۲۳)
- رومانی امروز Rumania, su nueva imagen (۱۹۶۴)

### به فارسی
- آقای رئیس‌جمهور - زهرا خانلری کیا - خوارزمی
- توروتومبو
- آئینه لیداسال
- چشمان بازمانده در گور (چاپ جدید: چشمان دفن شدگان)- سروش حبیبی - ققنوس
- مردی که همه چیز، همه چیز، همه چیز داشت، ترجمه لیلی گلستان